# Patricia Dagban-Zonvidé
Ayawavi Djigbodi Patricia Dagban-Zonvidé (née le 17 mars 1960 à Lomé) est une femme politique togolaise. 

## Carrière politique
Titulaire d'un doctorat en littérature africaine et comparée, Patricia Dagban-Zonvidé est ministre de la Promotion de la Femme dans le gouvernement de Kwesi Séléagodji Ahoomey-Zunu.
Depuis 2013, elle est troisième vice-présidente de l'Assemblée nationale du Togo.